# تپه پنج امام ۲
تپه پنج امام ۲ مربوط به دوره اشکانیان - دوره ساسانیان است و در شهرستان کرمانشاه، بخش کوزران، دهستان سنجابی، روستای چغا کبود واقع شده و این اثر در تاریخ ۲۷ اسفند ۱۳۸۶ با شمارهٔ ثبت ۲۲۴۷۸ به‌عنوان یکی از آثار ملی ایران به ثبت رسیده است.